# (5801) Vasarely
(5801) Vasarely ist ein Asteroid des inneren Hauptgürtels, der am 16. Oktober 1982 von dem tschechischen Astronomen Antonín Mrkos am Kleť-Observatorium (IAU-Code 046) bei Český Krumlov entdeckt wurde. Unbestätigte Sichtungen des Asteroiden hatte es schon am 1. Januar 1973 (1973 AF2) und 14. November 1979 (1979 VE2) am Krim-Observatorium in Nautschnyj gegeben.
Der mittlere Durchmesser des Asteroiden beträgt nach Berechnung mithilfe des Wide-Field Infrared Survey Explorers (WISE) circa 12,5 Kilometer. Mit einer Albedo von 0,052 (±0,008) hat er eine dunkle Oberfläche.
(5801) Vasarely ist nach dem französisch-ungarischen Maler und Grafiker Victor Vasarely benannt. Vasarely zählt zu den Mitbegründern der künstlerischen Richtung Op-Art. Die Benennung erfolgte auf Vorschlag der tschechischen Astronomin Jana Tichá durch die Internationale Astronomische Union (IAU) am 11. November 2000.